# Kenyanthropus platyops
Kenyanthropus platyops är det namn som har givits åt ett fossil av en förmänniska som upptäcktes av Meave Leakey 1999. Namnet betyder "den plattansiktade människan från Kenya". K. platyops är den enda arten som är beskriven i sitt släkte. Den fossila skallen har beteckningen KNM-WT 40000, och misstänks av många paleoantropologer vara ett starkt deformerat exemplar av Australopithecus afarensis som är känd från samma område och tid, snarare än ett helt eget släkte.